# NXT Year-End Award
L'NXT Year-End Award è un premio consegnato dalla WWE ai wrestler dei roster di NXT e NXT UK, in base ai risultati ottenuti durante il corso dell'anno. Un concetto simile è quello degli Slammy Award che la stessa WWE consegna ai membri del main roster.

## Edizioni

### 2015
| Premio               | Vincitore                                       | Altri candidati |
| -------------------- | ----------------------------------------------- | --- |
| Lottatore dell'anno  | Finn Bálor                                      | - Kevin Owens - Samoa Joe - Sami Zayn - Tyler Breeze |
| Lottatrice dell'anno | Bayley                                          | - Sasha Banks - Charlotte - Becky Lynch - Asuka |
| Wrestler dell'anno   | Finn Bálor                                      | Tutti i candidati nella categoria lottatore e lottatrice dell'anno |
| Tag Team dell'anno   | Enzo Amore e Colin Cassady                      | - Blake e Murphy - The Vaudevillains (Aiden English e Simon Gotch) - The Revival (Dash Wilder e Scott Dawson) - The Lucha Dragons (Kalisto e Sin Cara) |
| TakeOver dell'anno   | NXT TakeOver: Brooklyn                          | - NXT TakeOver: Rival - NXT TakeOver: Respect - NXT TakeOver: London - NXT TakeOver: Unstoppable |
| Match dell'anno      | Bayley vs. Sasha Banks a NXT TakeOver: Brooklyn | - Kevin Owens vs. Finn Bálor (The Beast in the East) - Charlotte vs. Bayley vs. Sasha Banks vs. Becky Lynch (NXT TakeOver: Rival) - Finn Bálor vs. Samoa Joe (NXT TakeOver: London) - Sami Zayn vs. Kevin Owens (NXT TakeOver: Rival) - Bayley vs. Sasha Banks (NXT Takeover: Respect) - Sasha Banks vs. Becky Lynch (NXT TakeOver: Unstoppable) - Sasha Banks vs. Charlotte (NXT) - Adrian Neville vs. Finn Bálor (NXT TakeOver: Rival) - Finn Bálor vs. Kevin Owens (NXT) |

### 2016
| Premio                        | Vincitore                                    | Altri candidati |
| ----------------------------- | -------------------------------------------- | --- |
| Lottatore dell'anno           | Shinsuke Nakamura                            | - Samoa Joe - Finn Bálor - Bobby Roode |
| Lottatrice dell'anno          | Asuka                                        | - Bayley - Nia Jax |
| Wrestler dell'anno            | Shinsuke Nakamura                            | |
| Tag Team dell'anno            | The Revival (Scott Dawson e Dash Wilder)     | - American Alpha (Chad Gable e Jason Jordan) - The Authors of Pain (Akam e Rezar) - TM-61 (Nick Miller e Shane Thorne) - #DIY (Johnny Gargano e Tommaso Ciampa) |
| Lottatore emergente dell'anno | The IIconics (Peyton Royce e Billie Kay)     | - Andrade "Cien" Almas - Ember Moon - No Way Jose - SAnitY (Alexander Wolfe, Eric Young, Killian Dain e Nikki Cross |
| Takeover dell'anno            | N/A                                          | - NXT TakeOver: Dallas - NXT TakeOver: Toronto - NXT TakeOver: The End - NXT TakeOver: Brooklyn II |
| Match dell'anno               | The Revival vs. #DIY a NXT Takeover: Toronto | - Finn Bálor vs. Shinsuke Nakamura (NXT) - Asuka vs. Mickie James (NXT Takeover: Toronto) - American Alpha vs. The Revival (NXT Takeover: The End) - Sami Zayn vs. Shinsuke Nakamura (NXT TakeOver: Dallas) - Bayley vs. Asuka (NXT Takeover: Dallas) - Sami Zayn vs. Samoa Joe (NXT) - Samoa Joe vs. Finn Bálor (NXT Takeover: The End) - Bayley vs. Nia Jax (NXT) - Tye Dillinger vs. Bobby Roode (NXT Takeover: Toronto) - Neville vs. Finn Bálor (NXT) - Shinsuke Nakamura vs. Samoa Joe (NXT Takeover: Toronto) - The Revival vs. #DIY (NXT) |

### 2017
| Premio                        | Vincitore                                        | Altri candidati |
| ----------------------------- | ------------------------------------------------ | --- |
| Lottatore dell'anno           | Aleister Black                                   | - Bobby Roode - Drew McIntyre - Andrade "Cien" Almas - Roderick Strong |
| Lottatrice dell'anno          | Asuka                                            | - Ember Moon - Nikki Cross - Ruby Riott - The IIconics (Billie Kay e Peyton Royce) |
| Wrestler dell'anno            | Asuka                                            | Aleister Black |
| Tag Team dell'anno            | SAnitY                                           | - The Authors of Pain - The Revival - The Undisputed Era - #DIY |
| Rivalità dell'anno            | Aleister Black vs. Velveteen Dream               | - Shinsuke Nakamura vs. Bobby Roode - Ember Moon vs. Asuka - Tyler Bate vs. Pete Dunne - The Undisputed Era vs. SAnitY - Kassius Ohno vs. Hideo Itami - #DIY vs. Authors Of Pain |
| Lottatore emergente dell'anno | Aleister Black                                   | - Andrade "Cien" Almas - The Undisputed Era - Sonya Deville - Ruby Riot - Velveteen Dream - Lars Sullivan |
| Takeover dell'anno            | NXT TakeOver: WarGames                           | - San Antonio - Orlando - Brooklyn III - Chicago |
| Star del futuro               | Cezar Bononi                                     | - Street Profits - Heavy Machinery - Shayna Baszler - Kairi Sane - Fabian Aichner - Lio Rush - Bianca Belair - Lacey Evans |
| Match dell'anno               | Tyler Bate vs Pete Dunne a NXT Takeover: Chicago | - Johnny Gargano vs Andrade "Cien" Almas (NXT Takover Brooklyn III) - Asuka ve Ember Moon (NXT Takeover: Brooklyn III) - Drew McIntyre vs Andrade "Cien" Almas (NXT Takeover: WarGames) - Authors of Pain vs Revival vs DIY (NXT Takeover: Orlando) - Undisputed Era vs Authors of Pain e Roderick Strong vs Sanity (NXT Takeover: WarGames) - Asuka vs Nikki Cross (NXT) - Authors of Pain vs DIY (NXT Takeover: Chicago) - Bobby Roode vs Roderick Strong (NXT) - NXT Women's Championship Match Qualifying Battle Royal (NXT) - Aleister Black vs Velveteen Dream (NXT Takeover: WarGames) - Johnny Gargano vs Kassius Ohno (NXT) |

### 2018
| Premio                        | Vincitore                                                            | Altri candidati |
| ----------------------------- | -------------------------------------------------------------------- | --- |
| Lottatore dell'anno           | Tommaso Ciampa                                                       | - Johnny Gargano - Ricochet - Aleister Black - Velveteen Dream - Andrade "Cien" Almas - Adam Cole - Pete Dunne |
| Lottatrice dell'anno          | Kairi Sane                                                           | - Nikki Cross - Shayna Baszler - Ember Moon - Bianca Belair |
| Wrestler dell'anno            | Kairi Sane                                                           | Tommaso Ciampa |
| Tag Team dell'anno            | The Undisputed Era                                                   | - War Raiders (Hanson e Rowe) - The Street Profits (Angelo Dawkins e Montez Ford) - Heavy Machinery (Otis Dozovic e Tucker Knight) - Danny Burch e Oney Lorcan - Moustache Mountain (Trent Seven e Tyler Bate) |
| Rivalità dell'anno            | Johnny Gargano vs. Tommaso Ciampa                                    | - Kairi Sane vs. Shayna Baszler - Aleister Black/Johnny Gargano/Tommaso Ciampa/Nikki Cross - Johnny Gargano vs. Andrade "Cien" Almas - Moustache Mountain vs. The Undisputed Era - Ember Moon vs. Shayna Baszler - Ricochet vs. Velveteen Dream |
| Lottatore emergente dell'anno | Ricochet                                                             | - Bianca Belair - Lacey Evans - Rhea Ripley - Dakota Kai - Lars Sullivan - War Raiders - EC3 |
| Takeover dell'anno            | New Orleans                                                          | - Philadelphia - Chicago II - WarGames II - Brooklyn 4 |
| Star del futuro               | Io Shirai                                                            | - Matt Riddle - Keith Lee - Mia Yim - The Forgotten Sons (Jaxson Ryker, Steve Cutler e Wesley Blake) - Dominik Dijakovic - Candice LeRae - Jessamyn Duke e Marina Shafir - Kona Reeves |
| Match dell'anno               | Johnny Gargano vs. Andrade "Cien" Almas a NXT Takeover: Philadelphia | - Pete Dunne, Ricochet e War Raiders vs. Undisputed Era (NXT Takeover: WarGames II) - Moustache Mountain vs. Undisputed Era (NXT) - Johnny Gargano vs. Tommaso Ciampa (NXT Takeover: New Orleans) - Adam Cole vs. EC3 vs. Killian Dain vs. Lars Sullivan vs. Ricochet vs. Velveteen Dream (NXT Takeover: New Orleans) - Shayna Baszler vs. Kairi Sane (NXT Takeover: Brooklyn 4) - Ricochet vs. Velveteen Dream (NXT Takeover: Chicago II) - Aleister Black vs. Tommaso Ciampa (NXT) - Pete Dunne vs. Zack Gibson (NXT) - Aleister Black vs. Adam Cole (NXT Takeover Philadelphia) - Pete Dunne vs. Kyle O'Reilly (NXT) - The Undisputed Era vs. Danny Burch e Oney Lorcan (NXT Takeover: Chicago II) - Ricochet vs. Pete Dunne (NXT) - Nikki Cross vs. Bianca Belair (NXT) - Ricochet vs. Pete Dunne vs. Adam Cole (NXT) |

### 2019
| Premio                        | Vincitore                                             | Altri candidati |
| ----------------------------- | ----------------------------------------------------- | --- |
| Lottatore dell'anno           | Adam Cole                                             | - Tommaso Ciampa - Johnny Gargano - Velveteen Dream - Walter - Tyler Bate |
| Lottatrice dell'anno          | Shayna Baszler                                        | - Io Shirai - Rhea Ripley - Kay Lee Ray - Toni Storm - Bianca Belair |
| Wrestler dell'anno            | Adam Cole                                             | Shayna Baszler |
| Tag Team dell'anno            | The Undisputed Era                                    | - The Street Profits - Grizzled Young Veterans - Flash Morgan Webster e Mark Andrews - The Viking Raiders |
| Rivalità dell'anno            | Johnny Gargano vs. Adam Cole                          | - Candice LaRae vs. Io Shirai - Rhea Ripley vs. Shayna Baszler - British Strong Style vs. Imperium - Velveteen Dream vs. Roderick Strong |
| Lottatore emergente dell'anno | Keith Lee                                             | - Dominik Dijakovic - Matt Riddle - Candice LaRae - Damien Priest - Angel Garza - Rhea Ripley - Joe Coffey - Piper Niven |
| Takeover dell'anno            | NXT TakeOver: WarGames III                            | - Phoenix - Blackpool - New York - XXV - Toronto - Cardiff |
| Star del futuro               | Dakota Kai                                            | - Cameron Grimes - Kushida - Isaiah Scott - Tegan Nox - Xia Li - Taynara Conti - Bronson Reed - Ilja Dragunov |
| Match dell'anno               | Johnny Gargano vs. Adam Cole a NXT Takeover: New York | - Rhea Ripley, Candice LaRae, Dakota Kai e Tegan Nox vs Shayna Baszler, Io Shirai, Bianca Belair e Kay Lee Ray (NXT Takeover: WarGames III) - Walter vs. Tyler Bate (NXT UK Takeover: Cardiff) - Shayna Baszler vs. Io Shirai (NXT) - Candice LaRae vs. Io Shirai (NXT Takeover: Toronto) - Adam Cole vs. Johnny Gargano (NXT Takeover: Toronto) - The Undisputed Era vs. The Viking Raiders (NXT Takeover: Phoenix) - The Street Profits vs. The Forgotten Sons vs. The Undisputed Era vs. Danny Burch e Oney Lorcan (NXT Takeover: XXV) - Adam Cole vs. Pete Dunne (Survivor Series) - Keith Lee vs. Dominik Dijakovic (NXT) - Candice LaRae vs. Io Shirai vs. Mia Yim vs. Bianca Belair (NXT) - Grizzled Young Veterans vs. Gallus vs. Flash Morgan Webster e Mark Andrews (NXT UK Takeover: Cardiff) |

### 2020
| Premio                        | Vincitore                                     | Altri candidati |
| ----------------------------- | --------------------------------------------- | --- |
| Lottatore dell'anno           | Adam Cole                                     | - Finn Balor - Johnny Gargano - Keith Lee - Walter - Tommaso Ciampa |
| Lottatrice dell'anno          | Io Shirai                                     | - Rhea Ripley - Candice LaRae - Dakota Kai - Kay Lee Ray - Tegan Nox |
| Wrestler dell'anno            | Io Shirai                                     | Adam Cole |
| Tag Team dell'anno            | Undisputed Era                                | - Danny Burch e Oney Lorcan - Breezango - Imperium - Gallus - Legado del Fantasma |
| Rivalità dell'anno            | Adam Cole vs Pat McAfee                       | - Candice LaRae vs Io Shirai - Damien Priest vs Johnny Gargano - Dexter Lumis vs Cameron Grimes - Shotzi Blackheart vs Robert Stone - Rhea Ripley vs Raquel Gonzalez - Walter vs Ilja Dragunov - Kay Lee Ray vs Piper Niven |
| Lottatore emergente dell'anno | Shotzi Blackheart                             | - Pat McAfee - Damian Priest - Cameron Grimes - Dexter Lumis - Timothy Thatcher - Raquel Gonzalez - Santos Escobar - Ilja Dragunov |
| Evento dell'anno              | NXT TakeOver: WarGames IV                     | - Blackpool II - Portland - In Your House - Great American Bash - XXX - 31 - Halloween Havoc |
| Star del futuro               | Austin Theory                                 | - Jake Atlas - Leon Ruff - Kacy Catanzaro - Kayden Carter - Indi Hartwell - Xia Li - A-Kid - Aofie Valkyrie - Pretty Deadly |
| Match dell'anno               | Finn Balor vs Kyle O'Reilly a NXT Takeover 31 | - Finn Balor vs Tommaso Ciampa vs Adam Cole vs Johnny Gargano (NXT) - Adam Cole vs Finn Balor (NXT) - Johnny Gargano vs Tommaso Ciampa (NXT) - Keith Lee vs Adam Cole (Great American Bash) - Damian Priest vs Bronson Reed vs Cameron Grimes vs Johnny Gargano vs Velveteen Dream (NXT Takeover: XXX) - Io Shirai vs Candice LaRae (Halloween Havoc) - Walter Vs Ilja Dragunov (NXT UK) - Undisputed Era vs Team McAfee (NXT Takeover: Wargames IV) - Team Candice vs Team Shotzi (NXT Takeover: Wargames IV) - Charlotte Flair vs Rhea Ripley vs Io Shirai (NXT Takeover: In Your House) - Gallus vs Flash Morgan Webster e Mark Andrews vs Grizzled Young Veterans vs Imperium (NXT UK Takeover: Blackpool II) - Tyler Bate vs Jordan Devlin (NXT UK Takeover: Blackpool II) - Bronson Reed vs Roderick Strong vs Johnny Gargano (NXT) - Matt Riddle vs Timothy Thatcher (NXT) |